# Liubomir Polataiko
Liubomir Polataiko (en ucraïnès Любомир Полатайко; Nadvirna, óblast d'Ivano-Frankivsk, 21 de novembre de 1979) va ser un ciclista ucraïnès, especialista en la pista on ha guanyat quatre medalles als Campionats del Món.

## Palmarès
- 2001
  -  Campió del món en Persecució per equips (amb Serhíi Txerniavski, Oleksandr Simonenko i Oleksandr Fèdenko)

### Resultats a laCopa del Món
- 2002
  - 1r a Moscou, en Scratch
- 2006-2007
  - 1r a Los Angeles, en Persecució per equips